# Burmomacer kirejtshuki
Burmomacer kirejtshuki — викопний вид довгоносикоподібних жуків родини Nemonychidae, що існував у пізній крейді (99 млн років тому). Голотип виявлений у бірманському бурштині.

## Опис
Жук завдовжки 3,3 мм. Схожий на іншого викопного жука Burmonyx, але відрізняється більшим розміром і коротким плоским хоботком.